# Holoschyna (Werchowyna)
Holoschyna (ukrainisch Голошина;  russisch Голошина Goloschina, polnisch Hołoszyna) ist ein Dorf in den Ostkarpaten im Süden der ukrainischen Oblast Iwano-Frankiwsk mit etwa 400 Einwohnern (2006).
Die beiderseitig des Tscheremosch gelegene Streusiedlung entstand im 19. Jahrhundert als Holoszina und lag damals getrennt durch den Fluss im Südosten der historischen Landschaft Galizien der Bukowina, nach 1919 war das heutige Dorf ein Teil der Zweiten Polnischen Republik während der Teil in der Bukowina (siehe Holoschyna (Wyschnyzja)) zu Rumänien kam. Erst 1932 wurde das Dorf Hołoszyna  selbstständig. Holoschyna liegt in Pokutien, etwa 160 km südlich der Oblasthauptstadt Iwano-Frankiwsk und 53 km südlich vom Rajonzentrum Werchowyna entfernt.
Am 12. Juni 2020 wurde das Dorf ein Teil der neu gegründeten Landgemeinde Biloberiska im Rajon Werchowyna, bis dahin bildete es die gleichnamige Landratsgemeinde Holoschyna (Голошинська сільська рада/Holoschynska silska rada) im Süden des Rajons.